# 카지노 호스트
카지노 호스트(Casino Host)는 카지노에서 종사하는 사람으로, 카지노의 손님들과 친분을 맺으며, 음식, 오락 등을 알선하는 직업이다. 카지노 호스트는 일반적으로 자신의 카지노 단골 손님을 기쁘게하기 위해 최선을 다하며, 고객 유치를 위해서도 최선을 다한다.

## 작품 속의 카지노 호스트
- 미국의 텔레비전 시리즈 라스베가스의 등장인물, 사만다 마퀘즈가 카지노 호스트로 등장한다.